# Nova Marilândia
Nova Marilândia är en kommun i Brasilien.   Den ligger i delstaten Mato Grosso, i den centrala delen av landet, 1 000 km väster om huvudstaden Brasília. Antalet invånare är 2 925.
Omgivningarna runt Nova Marilândia är huvudsakligen savann. Trakten runt Nova Marilândia är nära nog obefolkad, med mindre än två invånare per kvadratkilometer.